# Letis albicans
Letis albicans là một loài bướm đêm trong họ Erebidae.